# Pocheon
Pocheon (en hangul, 포천시; romanización revisada, Pocheon-si; pronunciado [pʰo.tɕʰʌn]) es una ciudad en la provincia de Gyeonggi al norte de la república de Corea del Sur. Está ubicada al norte de Seúl a unos 20 km. Su área es de 826.2 km² (70% bosque) y su población total es de 159.230 (2011).

## Administración
La ciudad de Pocheon se divide en los siguientes barrios.
- Changsu-myeon
- Gasan-myeon
- Gwanin-myeon
- Hwahyeon-myeon
- Ildong-myeon
- Sinbuk-myeon
- Yeongbuk-myeon
- Yeongjong-myeon
- Soheul-eup
- Jajak-dong
- Sineup-dong
- Seondan-dong

## Clima
Pocheon se encuentra lejos de la costa, así que el tiempo presenta un clima continental. La temperatura media anual es de 10,5C. El mes más frío es enero con una temperatura promedio de -7,3C, mientras que el mes más cálido es agosto con una temperatura media de 25C. La precipitación media anual es de 1.300 milímetros.
A la ciudad la suministran dos riachuelos el Yeongpyeongcheon y el Sannaecheon que son tributarios del Río Hanta.

## Economía
El 70% del terreno es selva y el 18% es utilizado en la agricultura, esto es bajo con otras ciudades ya que el promedio es de 35%. Los principales cultivos son el arroz y la y cebada, así como el sésamo y perilla como especialidades locales. Además, la cría de aves de corral están activos en la ciudad. Las nueces de pino están presentes debido a las características geográficas. El cultivo de manzanas y peras ha sido famoso durante muchos años. La industria ganadera está activa, con ganado y cerdos

## Ciudades hermanas
- Nowon-gu, Seúl, Corea del Sur.
- Prefectura de Yamanashi, Japón